# Музей археологии и этнографии Слободской Украины
Музей археологии Харьковского национального университета имени В.Н.Каразина, почти ровесник самого университета. Свою историю он ведёт с 1807 г., когда при университете был создан кабинет древностей.

## История музея
В том же году в него поступили артефакты и другие предметы древности, привезённые из Ольвии и Воронежской губернии. Примерно в то же время доктором Ландбадом в кабинет редкостей была пожертвована этнографическая коллекция, собранная им во время первой русской кругосветной экспедиции в 1803-06 гг. под руководством И. Ф. Крузенштерна. Однако коллекция кабинета редкостей на протяжении довольного длительного периода пополнялась крайне медленно. Так, в 1835 г. она насчитывала всего 103 экспоната.
В 1837 г. при Харьковском университете был создан Музей изящных искусств и древностей, куда были переданы коллекции разных кабинетов, в том числе кабинета древностей и мюнцкабинета. Однако, на протяжении всего XIX в. коллекция пополнялась медленно и спорадически, в основном за счёт пожертвований. Такое положение определялось тем, что планомерных археологических раскопок в этот период практически не проводилось. Кроме того, многие артефакты передавались и хранились в геологическом кабинете университета.
В ходе подготовки и проведения в Харькове ХII Археологического съезда на территории края были развёрнуты масштабные исследования. Раскопки проводили в это время как харьковчане (Е. П. Трифильев, А. М. Покровский, Д. И. Багалей, В. А. Бабенко и др.), так и иногородние (В. А. Городцов, П. С. Уварова и др.). находки этих экспедиций, а также древности из частных коллекций были представлены на выставке XII Археологического съезда, большая часть этих предметов поступила в Музей изящных искусств и древностей, что дало возможность создать при нём отдел древностей.
Эта коллекция и артефакты из раскопок археологов Харьковского университета последующих лет, послужили основой созданному при этом учебном заведении в 1919 г. Археологического музея. С момента создания и до 1936 г. директором музея являлся А. С. Федоровский, один из ведущих украинских археологов 20-30-х гг. XX в. В 1920 г., в связи с ликвидацией Харьковского университета, Археологический музей получил статус городского. В 1933 г., с восстановлением Харьковского университета, Археологический музей вошёл в состав исторического факультета. После А. С. Федоровского, до начала Великой Отечественной войны директором музея был его ученик — И. Н. Луцкевич. В результате проведения планомерных археологических разведок и раскопок харьковскими исследователями в 20-30-х гг., коллекция Археологического музея выросла почти до 200 тыс. экспонатов. О значимости этих материалов может говорить тот факт, что кроме местных учёных ими пользовались такие известные археологи как Б. В. Фармаковский, А. А. Спицын, М. Я. Рудинский и др. В музее хранилась и нумизматическая коллекция, в которой насчитывалось около 40 тыс. монет и медалей.
В годы оккупации Харькова, коллекции Археологического музея были почти полностью разграблены или уничтожены.
Пополняться коллекция, или вернее сказать, создаваться заново, начала благодаря раскопкам С. А. Семёнова-Зусера. В последующее время исследованием археологических памятников занимались такие ученые Харьковского университета как Б. А. Шрамко, К. Э. Гриневич, В. И. Кадеев, В. К. Михеев, В. А. Латышева, Б. П. Зайцев, В. П. Андриенко, А. К. Дегтярь, А. Г. Дьяченко, Ю. В. Буйнов, С. И. Береснев, А. В. Крыганов, И. Б. Шрамко и др. В результате чего в музее образовались значительные коллекции предметов бронзового века, скифской эпохи, античного времени, черняховской и салтовской культур и т. д. В послевоенные годы музеем заведовали В. И. Кадеев (1953-59 гг.), Б. П. Зайцев (1959-64 гг.), В. П. Андриенко (1964-71 гг.), А. К. Дегтярь (1971-98 гг.). В 1998 г., согласно приказу ректора, при Харьковском университете на основе старых коллекций создан Музей археологии и этнографии Слободской Украины (МАЭСУ), с 2015 г - Музей археологии Харьковского национального университета имени В.Н.Каразина. С 1998 г по 2012 г директором был Скирда В.В.

## Штат музея
В настоящее время[когда?] в штате Музея состоит десять человек:
- Шрамко И. Б. — директор музея, кандидат исторических наук (с 2012 г. по наст. время)
- Задников С. А. — старший научный сотрудник , к.и.н. (с 2003 г по наст. время),
- Харламова (Мельникова) А. А. — старший лаборант (с 09.2013 г по наст. время),
- Иванова Д.А.  младший научный сотрудник (с 09.2013 г по наст. время),
- Радзиевская В.Е. - младший научный сотрудник (с 10.2013 г. по наст. время),
- Дмитриев В.А. - младший научный сотрудник (с 10.2013 г по наст. время),
- Амер А.Н. - главный хранитель (с 01.2014 г. по наст. время).

Ранее работали:
- Дегтярь А.К. - главный хранитель (1971-2000)
- Чернигова Н.В. - научный сотрудник  (1998-2002)
- Усанов С.А. - главный хранитель (2000-2008),
- Каменник В.В. - главный хранитель (2008-2010),
- Кайдаш В.А. — библиотекарь (2005-2007),
- Тишаков Р.В. — старший лаборант (2008-2013 гг).
- Крупа Т. Н. —  младший научный сотрудник, научный сотрудник,  заведующая реставрационной мастерской (2001-2015)
- Крютченко А. А. — главный хранитель (с 01.2010 г. - по ноябрь 2015 г)
- Шпорт А. М. — научный сотрудник, к.и.н. (2002-2015),

Адрес музея: 61022, Украина, Харьков, пл. Свободы, 4
***